# 屈尔河畔吕西
屈爾河畔吕西（法語：Lucy-sur-Cure，法語發音：[lysi syʁ kyʁ]）是法国勃艮第-弗朗什-孔泰大区约讷省的一个市镇，属于欧塞尔区。

## 地理
屈尔河畔吕西（47°37'43"N, 3°44'35"E）面积10.58 平方千米，位于法国勃艮第-弗朗什-孔泰大區约讷省，该省份为法国中北部内陆省份，西接卢瓦雷省，西北接塞纳-马恩省，南至涅夫勒省，东临科多尔省，东北与奥布省接壤。
与屈尔河畔吕西接壤的市镇（或旧市镇、城区）包括：屈尔河畔阿尔西、屈尔河畔贝西、茹拉维尔、韦尔芒通。

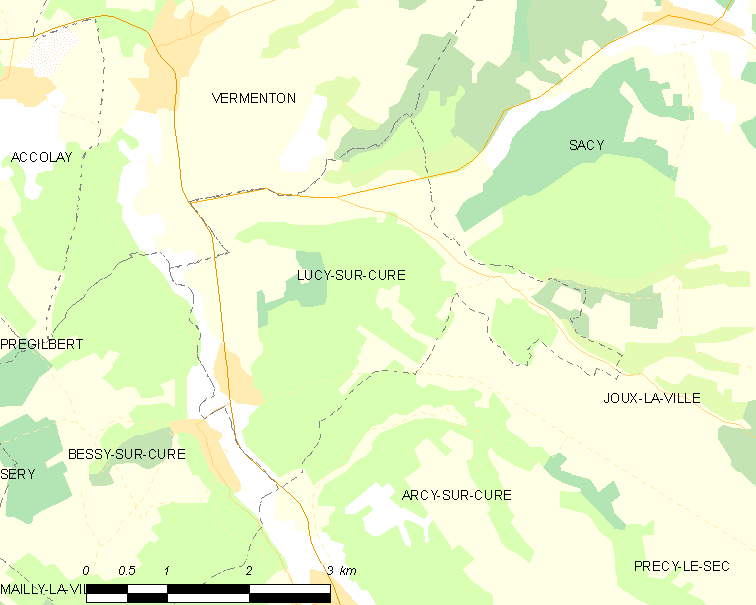
屈尔河畔吕西的OSM定位图

屈尔河畔吕西的时区为UTC+01:00、UTC+02:00（夏令时）。

## 行政
屈尔河畔吕西的邮政编码为89270，INSEE市镇编码为89233。

## 政治
屈尔河畔吕西所属的省级选区为茹拉维尔县。

## 人口

1962-2008年间屈尔河畔吕西人口变化图示

屈尔河畔吕西于2022年1月1日时的人口数量为206人。